# Agrilus malicola
Agrilus malicola é uma espécie de inseto do género Agrilus, família Buprestidae, ordem Coleoptera.
Foi descrita cientificamente por Rungs & Schaefer, 1948.